# Osteria Francescana
Osteria Francescana is een driesterrenrestaurant in Modena in de Italiaanse regio Emilia-Romagna. Het restaurant staat al meerdere jaren hooggenoteerd in de The San Pellegrino World's 50 Best Restaurants van Restaurant Magazine.
Chef-kok Massimo Bottura liep stage bij Alain Ducasse in Louis XV in Monte Carlo en bij Ferran Adrià in El Bulli.
In Restaurant Magazine werd het restaurant een eerste maal in de top 50 genoteerd in 2009 met een dertiende positie. Sinds 2010 werd het restaurant met wisselende posities telkenmale bij de beste 10 genoteerd, met in 2016 een eerste positie als hoogste score. Sinds 2013 is het restaurant elk jaar aanwezig in de top drie van het lijstje.
In het gezaghebbend culinair katern van L'Espresso kreeg het restaurant als enige de nooit eerder toegekende score van 19,75 op 20.